# Gudur
Gudur é um município e cidade do distrito de Nellore do estado indiano de Andhra Pradesh.